# Giải Sao Thổ cho loạt phim truyền hình cáp hay nhất
Giải Sao Thổ cho loạt phim truyền hình cáp hay nhất là một trong các giải Sao Thổ dành cho loạt phim nhiều tập chiếu trên TV cáp quang, được bầu chọn là hay nhất. Giải này được lập từ năm 1996.

## Các phim đoạt giải & được đề cử
- 1996: The Outer Limits
  - Babylon 5'
  - Highlander
  - The New Adventures of Robin Hood
  - Poltergeist: The Legacy
  - Star Trek: Deep Space Nine
- 1997: The Outer Limits
  - Babylon 5
  - Earth: Final Conflict
  - Star Trek: Deep Space Nine
  - Stargate SG-1
  - Xena: Warrior Princess
- 1998: Babylon 5
  - The Outer Limits
  - PSI Factor: Chronicles of the Paranormal
  - Sliders
  - Star Trek: Deep Space Nine
  - Stargate SG-1
- 1999: Stargate SG-1
  - Amazon
  - Farscape
  - G vs E
  - The Outer Limits
  - Star Trek: Deep Space Nine
- 2000: Farscape
  - Andromeda
  - BeastMaster
  - The Invisible Man
  - The Outer Limits
  - Stargate SG-1
- 2001: Farscape
  - Andromeda
  - The Chronicle
  - The Invisible Man
  - Stargate SG-1
  - Witchblade
- 2002: Farscape
  - Andromeda
  - The Dead Zone
  - Jeremiah
  - Mutant X
  - Stargate SG-1
- 2003: Stargate SG-1
  - Andromeda
  - Carnivàle
  - Dead Like Me
  - The Dead Zone
  - Farscape
- 2004: Stargate SG-1
  - The 4400
  - Dead Like Me
  - The Dead Zone
  - Nip/Tuck
  - Stargate: Atlantis
- 2005: Battlestar Galactica
  - The 4400
  - The Closer
  - Nip/Tuck
  - Stargate SG-1
  - Stargate: Atlantis
- 2006: Battlestar Galactica
  - The Closer
  - Dexter
  - Doctor Who
  - Eureka
  - Kyle XY
  - Stargate SG-1
- 2007: Dexter
  - Battlestar Galactica
  - The Closer
  - Kyle XY
  - Saving Grace
  - Stargate SG-1